# 右辖
烏鴉座α（α Crv、α Corvi或右轄）是一顆位于烏鴉座的恆星。其傳統中文命名為“右轄”。
烏鴉座α的光譜型為F0，視星等+4.00，大約距離地球48光年。烏鴉座α被懷疑是一個雙星系統，不過這還沒有被證實。